# Mathias Schacht
Mathias Schacht (1977) é um matemático alemão.

## Obras
- com B. Nagle, Y. Kohayakawa, V. Rödl, J. Skokan The hypergraph regularity method and its applications, Proc. Nat. Acad. Sci., Volume 102, 2005, p. 8109-8113
- com Nagle, Rödl Extremal hypergraph problems and the regularity method, Discrete Mathematics, Volume 26, 2006, p. 247-278
- com Nagle, Rödl The Counting Lemma for regular k-uniform hypergraphs, Random Structures & Algorithms, Volume 28, 2006, p. 113–179
- Regular partitions of hypergraphs and property testing. [Elektronische Ressource] Berlin : Humboldt Universität zu Berlin, Mathematisch-Naturwissenschaftliche Fakultät II 2010 (Habil.) (Digitalisat; PDF; 1,4 MB)